# Лангет

Лангет (фр. languette — «язичок») — м'ясна страва російської кухні у формі тонких витягнутих відбитих і смажених у паніруванні шматочків яловичої вирізки. До порції зазвичай входять два шматочки.
Лангет вважається простою у приготуванні стравою: два порційні шматочки м'яса з тонкої частини яловичої вирізки відбивають для вирівнювання по товщині в 8–10 мм, перед смаженням на сковороді або в сотейнику зазвичай на топленому маслі або салі їх солять і перчать. Лангет натуральний з підсмаженою скоринкою зазвичай сервірують литим м'ясним соком і вершковим маслом зі складним гарніром, викладеним букетами зі смажених овочів, і зі смаженою картоплею з рубаною зеленню і гострим червоним соусом з мадерою. Лангет часто подають «по-мисливськи» — в томатному соусі з цибулею і грибами або з гарніром з обсмажених на вершковому маслі помідорів без шкірки. Пелагея Павлівна Александрова-Ігнатьєва рекомендувала сервірувати лангет з соусами пікан і робер, Олена Іванівна Молоховець — з трюфелями або пюре з печериць.
Порційна м'ясна страва лангет з'явилася в Росії поряд з іншими запозиченнями у XVIII столітті з появою кухонної плити, до цього часу м'ясо готували великими шматками в російській печі, і воно називалося просто «печеня», тобто спечене. За часів радянського громадського харчування лангет вважався ресторанним блюдом, авторство якого приписувалося французьким кухарям. Страву, що легко піддається стандартизації, у СРСР реалізовували також напівфабрикатом.